# На Сан Хо
На Сан Хо (кор. 나상호, нар. 12 серпня 1996, Там'ян) — південнокорейський футболіст, нападник клубу «Сеул».
Виступав, зокрема, за клуби «Кванджу» та «Токіо», а також національну збірну Південної Кореї.

## Клубна кар'єра
Народився 12 серпня 1996 року в повіті Там'ян. Вихованець футбольної школи клубу «Кванджу». Дорослу футбольну кар'єру розпочав 2017 року в основній команді того ж клубу, в якій провів один сезон, взявши участь у 49 матчах чемпіонату. Більшість часу, проведеного у складі «Кванджу», був основним гравцем атакувальної ланки команди. У складі «Кванджу» був одним з головних бомбардирів команди, маючи середню результативність на рівні 0,37 гола за гру першості.
Своєю грою за цю команду привернув увагу представників тренерського штабу клубу «Токіо», до складу якого приєднався 2019 року. Відіграв за токійську команду наступний сезон своєї ігрової кар'єри. Граючи у складі «Токіо» також здебільшого виходив на поле в основному складі команди.
Протягом 2020 року захищав кольори клубу «Соннам Ільхва Чхонма».
До складу клубу «Сеул» приєднався 2021 року. Станом на 14 листопада 2022 року відіграв за сеульську команду 66 матчів в національному чемпіонаті.

## Виступи за збірні
У 2018 році залучався до складу молодіжної збірної Південної Кореї. На молодіжному рівні зіграв у 5 офіційних матчах, забив 1 гол.
У тому ж році дебютував в офіційних матчах у складі національної збірної Південної Кореї.
У складі збірної — учасник чемпіонату світу 2022 року у Катарі.
| Дата       | Місто    | Господарі      | Результат | Гості          | Турнір                  | Голи | Примітки |
| ---------- | -------- | -------------- | --------- | -------------- | ----------------------- | ---- | -------- |
| 17-11-2018 | Брисбен  | Австралія      | 1 – 1     | Південна Корея | товариський матч        | -    | 69'      |
| 20-11-2018 | Брисбен  | Узбекистан     | 0 – 4     | Південна Корея | товариський матч        | -    |          |
| 22-3-2019  | Ульсан   | Південна Корея | 1 – 0     | Болівія        | товариський матч        | -    | 63'      |
| 26-3-2019  | Сеул     | Південна Корея | 2 – 1     | Колумбія       | товариський матч        | -    | 70'      |
| 7-6-2019   | Пусан    | Південна Корея | 1 – 0     | Австралія      | товариський матч        | -    | 73'      |
| 11-6-2019  | Сеул     | Південна Корея | 1 – 1     | Іран           | товариський матч        | -    | 76'      |
| 5-9-2019   | Стамбул  | Грузія         | 2 – 2     | Південна Корея | товариський матч        | -    | 62'      |
| 10-9-2019  | Ашгабат  | Туркменістан   | 0 – 2     | Південна Корея | Відбір до ЧС 2022       | 1    |          |
| 15-10-2019 | Пхеньян  | Північна Корея | 0 – 0     | Південна Корея | Відбір до ЧС 2022       | -    | 46'      |
| 19-11-2019 | Абу-Дабі | Бразилія       | 3 – 0     | Південна Корея | товариський матч        | -    | 65'      |
| 11-12-2019 | Пусан    | Південна Корея | 2 – 0     | Гонконг        | Кубок Східної Азії 2019 | 1    |          |
| 15-12-2019 | Пусан    | Південна Корея | 1 – 0     | КНР            | Кубок Східної Азії 2019 | -    |          |
| 18-12-2019 | Пусан    | Південна Корея | 1 – 0     | Японія         | Кубок Східної Азії 2019 | -    |          |
| 25-3-2021  | Йокогама | Японія         | 3 – 0     | Південна Корея | товариський матч        | -    | 46'      |
| 7-9-2021   | Сувон    | Південна Корея | 1 – 0     | Ліван          | Відбір до ЧС 2022       | -    | 58'      |
| 12-10-2021 | Тегеран  | Іран           | 1 – 1     | Південна Корея | Відбір до ЧС 2022       | -    | 81'      |
| 2-6-2022   | Сеул     | Південна Корея | 1 – 5     | Бразилія       | товариський матч        | -    | 71'      |
| 6-6-2022   | Теджон   | Південна Корея | 2 – 0     | Чилі           | товариський матч        | -    | 76'      |
| 10-6-2022  | Сувон    | Південна Корея | 2 – 2     | Парагвай       | товариський матч        | -    | 60'      |
| 20-7-2022  | Тойота   | Південна Корея | 3 – 0     | КНР            | Кубок Східної Азії 2022 | -    | 66'      |
| 27-7-2022  | Тойота   | Японія         | 3 – 0     | Південна Корея | Кубок Східної Азії 2022 | -    |          |
| Усього     |          | Матчів         | 21        |                | Голів                   | 2    |          |